# Jordan Thompson (voleibolista)
Jordan Thompson (5 de mayo de 1997) es una jugadora profesional de voleibol estadounidense, juega en la posición de receptora y opuesto.

## Palmarés

### Clubes
Supercopa de Turquia:
- 2020

### Selección nacional
Liga de Naciones:
- 2019, 2021

Juegos Olímpicos:
- 2020